# ذئار القطن
ذِئَار القطن (Colletotrichum gossypii) نوع من الذئار وأحد مسببات الأمراض النباتية. هذه الفطريات مرتبطة بنباتات القطن حيث تسبب سرطان الأشجار. تكاثرها في النباتات لاجنسي. تحتوي الغبيرة على نواة واحدة فقط. قبل أن يحدث اندماج إنبات الغبيرة عن طريق أنبوب مفاغرة كونيدي . يمكن أن تنبت الغبيرة في لوحات المستنبت.